# Blanka Bíró
Blanka Bíró (pronunție în maghiară [ˈblɒnkɒ ˈbiːroː]; n. 22 septembrie 1994, în Vác) este o handbalistă maghiară care joacă pentru clubul FTC-Rail Cargo Hungaria și echipa națională a Ungariei. Bíró evoluează pe postul de portar.

## Palmares
- Magyar Kupa:
  -  Câștigătoare: 2017

## Premii individuale
- Cel mai bun tânăr portar al echipei ideale (All-Star Team), distincție a Handball-Planet.com: 2015-16[3]

## Legături externe
- en Blanka Bíró la Olympedia.org